# Palavecino (khu tự quản)
Palavecino là một khu tự quản thuộc bang Lara, Venezuela. Thủ phủ của khu tự quản Palavecino đóng tại Cabudare. Khự tự quản Palavecino có diện tích 270 km2, dân số theo điều tra dân số ngày 21 tháng 10 năm 2001 là 134402 người.